# Rena vinnare
Rena vinnare är en kampanj i Sverige mot doping startad 2002 av Riksidrottsförbundet.